# Бартоломео Виварини
Бартоломео Виварини (на италиански: Bartolommeo Vivarini; известен и като Бартоломео да Мурано е италиански живописец и скулптор. Представител на Венецианската школа от петнадесети век.
Роден в Мурано. В първата половина на 50-те години на XV век (възможно да е и до средата на 60-те) работи предимно заедно с по-големия си брат Антонио.

## Творби
Най-значителната му творба от това време е „Слава на Свети Петър“, нарисувана за църквата Свети Франциск в Падуа. Последната известна датирана творба на Виварини е „Света Варвара“ (1490). Повечето от творбите му са рисувани с темпера. Виварини е един от първите италиански художници, които използват маслени бои (започвайки от 1473 г.). Виварини се научава от Антонело да Месина да рисува с маслени бои.

## Галерия
- „Мадона с младенеца“
- Мадона с младенеца
- „Мадона с младенеца“
- св Козма
- „Успение на света Богородица“
- „Св. Луи Тулузки“